# Sandro Mazzola

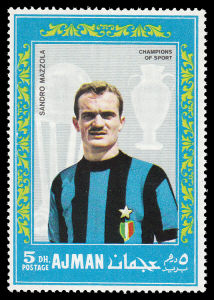
Sandro Mazzola na poštovní známce emirátu Adžmán

Alessandro „Sandro“ Mazzola (* 8. listopad 1942) je bývalý italský fotbalista. Hrával na pozici útočníka či ofenzivního záložníka.
S italskou reprezentací se stal mistrem Evropy 1968 (zařazen do all-stars turnaje) a získal stříbrnou medaili na mistrovství světa v Mexiku roku 1970. Hrál i na světových šampionátech 1966 a 1974. Celkem za národní tým odehrál 77 utkání a dal 22 branek.
Byl členem slavného týmu Interu Milán, v němž strávil celou svou kariéru (1960–1977), a jehož byl v letech 1970–1977 kapitánem. Získal s Interem dvakrát Pohár mistrů evropských zemí (1963/64, 1964/65), dvakrát Interkontinentální pohár (1964, 1965) a čtyřikrát titul italského mistra (1963, 1965, 1966, 1971). Roku 1965 byl nejlepším střelcem Serie A, o sezónu dříve nejlepším střelcem Poháru mistrů. Odehrál za Inter 417 ligových zápasů, v nichž dal 116 gólů.
V anketě Zlatý míč, která hledala nejlepšího fotbalistu Evropy, se roku 1971 umístil na druhém místě. Mezinárodní federace fotbalových historiků a statistiků ho roku 1999 zvolila 43. nejlepším fotbalistou 20. století.
Byl synem Valentina Mazzoly, rovněž slavného fotbalisty, který zahynul roku 1949 (když bylo Sandrovi 6 let), při letecké havárii, spolu s celým týmem AC Turín.

## Klubová kariéra
Narodil se v roce 1942 v Turíně, vynikajícímu útočníkovi Valentinimu Mazzolovi, který zahynul při letecké nehodě v roce 1948. v roce 1961 odešel do Interu, kde zůstal až do konce kariéry v roce 1977.
První utkání za Nerazzurri odehrál 10. června 1961 proti Juventusu (1:9), při kterém vstřelil i branku. Až od sezony 1962/63 začal hrát v základní sestavě. V sezoně 1964/65 se s 17 brankami stal nejlepším střelcem ligy a pomohl tak velikou měrou již k druhému titulu.
V letech 1964 až 1967 se klubu začalo přezdívat Grande Inter a on byl její součástí. Získali dvakrát po sobě pohár PMEZ (1963/64 a 1964/65), dále v sezoně 1965/66 došli do semifinále a v sezoně 1966/67 prohráli ve finále. V lize se poté moc nedařilo. Dokonce skončili na 5. místě (1967/68). To už byl Sandro kapitánem. Poté již nehrál na pozici útočníka, ale byl stažen do zálohy. Před ním hrál jiní střelci:Roberto Boninsegna a Mario Corso. I když sezona 1970/71 byla ze začátku katastrofická, po výměně trenéra se na konci sezony slavil titul. V následující sezoně o pohár PMEZ hrál opět finále, které prohrál.
V následujících letech se loučili s kariérou legendy Nerazzurri (Burgnich a Corso). On i Facchetti ještě stále hráli. Jenže klub se potýkal s generační výměnou a kvůli kolísavým sezonám již nezískal žádnou trofej. Poslední utkání odehrál ve finále italského poháru 1976/77 proti městskému rivalovi AC. Zápas skončil prohrou 0:2. Poté se 34letý fotbalista po 570 utkání za Nerazzurri a vstřelených 162 brankách rozloučil s fotbalem.
Po ukončení kariéry se stal manažerem jak v Interu tak i krátce v Janově. Když Massimo Moratti koupil klub, vrátil se k Nerazzurri a zastával funkci sportovního ředitele. V letech 2000 až 2003 působil v Juventusu. Poté se stal komentátorem v televizi.

## Hráčská statistika
| Sezóna  | Klub   | Liga    | Liga   | Liga | Ligové poháry | Ligové poháry | Ligové poháry | Kontinentální poháry | Kontinentální poháry | Kontinentální poháry | Celkem | Celkem |
| Sezóna  | Klub   | Soutěž  | Zápasy | Góly | Soutěž        | Zápasy        | Góly          | Soutěž               | Zápasy               | Góly                 | Zápasy | Góly   |
| ------- | ------ | ------- | ------ | ---- | ------------- | ------------- | ------------- | -------------------- | -------------------- | -------------------- | ------ | ------ |
| 1960/61 | Inter  | Serie A | 1      | 1    | IP            | 0             | 0             | Vel.P                | 0                    | 0                    | 1      | 1      |
| 1961/62 | Inter  | Serie A | 1      | 0    | IP            | 0             | 0             | Vel.P                | 0                    | 0                    | 1      | 0      |
| 1962/63 | Inter  | Serie A | 23     | 10   | IP            | 1             | 1             | -                    | 0                    | 0                    | 24     | 11     |
| 1963/64 | Inter  | Serie A | 30     | 9    | IP            | 0             | 0             | PMEZ                 | 9                    | 7                    | 39     | 16     |
| 1964/65 | Inter  | Serie A | 33     | 17   | IP            | 2             | 0             | PMEZ+Int.P           | 6+2                  | 3+1                  | 43     | 21     |
| 1965/66 | Inter  | Serie A | 30     | 19   | IP            | 1             | 0             | PMEZ+Int.P           | 4+2                  | 1+2                  | 37     | 22     |
| 1966/67 | Inter  | Serie A | 30     | 17   | IP            | 2             | 2             | PMEZ                 | 10                   | 3                    | 42     | 22     |
| 1967/68 | Inter  | Serie A | 28     | 6    | IP            | 9             | 2             | Int.                 | 0                    | 0                    | 37     | 8      |
| 1968/69 | Inter  | Serie A | 29     | 7    | IP            | 3             | 0             | -                    | 0                    | 0                    | 32     | 7      |
| 1969/70 | Inter  | Serie A | 28     | 4    | IP            | 5             | 1             | Vel.P                | 10                   | 1                    | 43     | 6      |
| 1970/71 | Inter  | Serie A | 29     | 7    | IP            | 3             | 2             | Vel.P                | 1                    | 0                    | 33     | 9      |
| 1971/72 | Inter  | Serie A | 28     | 7    | IP            | 9             | 2             | PMEZ                 | 9                    | 2                    | 46     | 11     |
| 1972/73 | Inter  | Serie A | 26     | 2    | IP            | 9             | 4             | UEFA                 | 6                    | 0                    | 41     | 6      |
| 1973/74 | Inter  | Serie A | 26     | 4    | IP            | 10            | 3             | UEFA                 | 2                    | 0                    | 38     | 7      |
| 1974/75 | Inter  | Serie A | 23     | 3    | IP            | 7             | 0             | UEFA                 | 4                    | 0                    | 34     | 3      |
| 1975/76 | Inter  | Serie A | 25     | 2    | IP            | 10            | 4             | -                    | 0                    | 0                    | 35     | 6      |
| 1976/77 | Inter  | Serie A | 28     | 1    | IP            | 9             | 3             | UEFA                 | 2                    | 0                    | 39     | 4      |
| Celkem  | Celkem | Celkem  | 418    | 116  | -             | 80            | 24            | -                    | 67                   | 20                   | 565    | 160    |

## Reprezentační kariéra
Za reprezentaci odehrál první utkání 12. května 1963 proti Brazílii (3:0), při niž vstřelil i branku. Získal zlatou medaili na ME 1968 a také stříbrnou na MS 1970. V roce 1972 byl u čtyřech utkání v roli kapitána.. Po neúspěšném turnaji na MS 1974, se rozhodl ukončit reprezentační kariéru. Celkem odehrál 70 utkání a vstřelil 22 branek.

### Statistika na velkých turnajích
| Reprezentace | Rok     | Zápasy             | Zápasy | Zápasy        | Zápasy           | Zápasy           | Zápasy       |
| Reprezentace | Rok     | Fáze turnaje       | Datum  | Soupeř        | Odehraných minut | Vstřelené branky | Výsledek     |
| ------------ | ------- | ------------------ | ------ | ------------- | ---------------- | ---------------- | ------------ |
| Itálie       | MS 1966 | 1 zápas ve skupině | 13. 7. | Chile         | 90               | 1                | 2:0          |
| Itálie       | MS 1966 | 2 zápas ve skupině | 16. 7. | Sovětský svaz | 90               | 0                | 0:1          |
| Itálie       | MS 1966 | 3 zápas ve skupině | 19. 7. | Severní Korea | 90               | 0                | 0:1          |
| Itálie       | ME 1968 | Semifinále         | 5. 6.  | Sovětský svaz | 120              | 0                | 0:0          |
| Itálie       | ME 1968 | Finále č.2         | 10. 6. | Jugoslávie    | 90               | 0                | 2:0          |
| Itálie       | MS 1970 | 1 zápas ve skupině | 3. 6.  | Švédsko       | 90               | 0                | 1:0          |
| Itálie       | MS 1970 | 2 zápas ve skupině | 6. 6.  | Uruguay       | 90               | 0                | 0:0          |
| Itálie       | MS 1970 | 3 zápas ve skupině | 11. 6. | Izrael        | 90               | 0                | 0:0          |
| Itálie       | MS 1970 | Čtvrtfinále        | 14. 6. | Mexiko        | 45               | 0                | 4:1          |
| Itálie       | MS 1970 | Semifinále         | 17. 6. | NSR           | 46               | 0                | 4:3 v prodl. |
| Itálie       | MS 1970 | Finále             | 21. 6. | Brazílie      | 90               | 0                | 1:4          |
| Itálie       | MS 1974 | 1 zápas ve skupině | 15. 6. | Haiti         | 90               | 2                | 3:1          |
| Itálie       | MS 1974 | 2 zápas ve skupině | 19. 6. | Argentina     | 90               | 0                | 1:1          |
| Itálie       | MS 1974 | 3 zápas ve skupině | 23. 6. | Polsko        | 90               | 0                | 1:2          |

## Hráčské úspěchy

### Klubové
- 4× vítěz italské ligy (1962/63, 1964/65, 1965/66, 1970/71)
- 2× vítěz poháru PMEZ (1963/64, 1964/65)
- 2× vítěz Interkontinentálního poháru (1964, 1965)

### Reprezentační
- 3× na MS (1966, 1970 - stříbro, 1974)
- 1× na ME (1968 - zlato)

### Individuální
- nejlepší střelec ligy (1964/65)
- nejlepší střelec poháru PMEZ (1963/64)
- člen Síně slávy Italského fotbalu (2014)
- kandidát na Zlatý míč – nejlepší tým (20. místo v roce 2020)